# Dicranella howei
Dicranella howei är en bladmossart som beskrevs av Ferdinand François Gabriel Renauld och Jules Cardot 1893. Dicranella howei ingår i släktet jordmossor, och familjen Dicranaceae. Inga underarter finns listade i Catalogue of Life.